# Tepuigoudkeelkolibrie
De tepuigoudkeelkolibrie (Polytmus milleri) is een vogel uit de familie Trochilidae (kolibries).

## Verspreiding en leefgebied
Deze soort komt voor in de tepuis van Venezuela, westelijk Guyana en noordelijk Brazilië.